# Emidio Oddi
Emidio Oddi (Castorano, 22 luglio 1956) è un allenatore di calcio ed ex calciatore italiano, di ruolo terzino.

## Carriera
Ha giocato otto campionati di Serie A, dei quali sei con la maglia della Roma di Liedholm ed Eriksson, disputando la Coppa dei Campioni 1983-1984.
Chiusa la carriera da calciatore, ha intrapreso quella da allenatore nei campionati dilettantistici nazionali e in quelli regionali di Marche e Abruzzo.
Considerato una “bandiera” giallorossa dai tifosi romanisti, nel 2012 gli viene conferito lo speciale Premio “Sette Colli”.
Nel 2008 allena il Grottammare, nel 2015 è responsabile delle giovanili dell'Atletico Azzurra Colli, nel 2018 allena le giovanili del Monticelli ed è nello staff del Piceno Football Team, nel 2019 è allenatore del Sant'Omero  e degli allievi del Torrione,  nel 2020 è al Martinsicuro, nel 2021 è nello staff della juniores del Centobuchi e nel 2023 è in quello delle giovanili della Panormus Egidiese. 

## Statistiche

### Presenze e reti nei club
| Stagione             | Squadra              | Campionato           | Campionato | Campionato | Coppe nazionali | Coppe nazionali | Coppe nazionali | Coppe continentali | Coppe continentali | Coppe continentali | Altre coppe | Altre coppe | Altre coppe | Totale | Totale |
| Stagione             | Squadra              | Comp                 | Pres       | Reti       | Comp            | Pres            | Reti            | Comp               | Pres               | Reti               | Comp        | Pres        | Reti        | Pres   | Reti   |
| -------------------- | -------------------- | -------------------- | ---------- | ---------- | --------------- | --------------- | --------------- | ------------------ | ------------------ | ------------------ | ----------- | ----------- | ----------- | ------ | ------ |
| 1979-1980            | Verona               | B                    | 27         | 1          | CI              | 4               | 0               | -                  | -                  | -                  | -           | -           | -           | 31     | 1      |
| 1980-1981            | Verona               | B                    | 33         | 1          | CI              | 4               | 0               | -                  | -                  | -                  | -           | -           | -           | 37     | 1      |
| 1981-1982            | Verona               | B                    | 34         | 1          | CI              | 4               | 0               | -                  | -                  | -                  | -           | -           | -           | 38     | 1      |
| 1982-1983            | Verona               | A                    | 29         | 2          | CI              | 10              | 0               | -                  | -                  | -                  | -           | -           | -           | 39     | 2      |
| Totale Hellas Verona | Totale Hellas Verona | Totale Hellas Verona | 123        | 5          |                 | 22              | 0               |                    | -                  | -                  |             | -           | -           | 145    | 5      |
| 1983-1984            | Roma                 | A                    | 18         | 0          | CI              | 11              | 0               | CC                 | 7                  | 1                  | -           | -           | -           | 36     | 1      |
| 1984-1985            | Roma                 | A                    | 28         | 0          | CI              | 6               | 0               | CdC                | 5                  | 0                  | -           | -           | -           | 39     | 0      |
| 1985-1986            | Roma                 | A                    | 27         | 0          | CI              | 13              | 0               | -                  | -                  | -                  | -           | -           | -           | 40     | 0      |
| 1986-1987            | Roma                 | A                    | 26         | 0          | CI              | 3               | 1               | CdC                | 0                  | 0                  | -           | -           | -           | 29     | 1      |
| 1987-1988            | Roma                 | A                    | 26         | 2          | CI              | 2               | 0               | -                  | -                  | -                  | -           | -           | -           | 28     | 2      |
| 1988-1989            | Roma                 | A                    | 27         | 0          | CI              | 4               | 0               | CU                 | 4                  | 0                  | -           | -           | -           | 35     | 0      |
| Totale Roma          | Totale Roma          | Totale Roma          | 152        | 2          |                 | 39              | 1               |                    | 16                 | 1                  |             | -           | -           | 207    | 4      |
| 1989-1990            | Udinese              | A                    | 22         | 0          | CI              | 0               | 0               | -                  | -                  | -                  | -           | -           | -           | 22     | 0      |
| 1990-1991            | Udinese              | B                    | 15         | 0          | CI              | 1               | 0               | -                  | -                  | -                  | -           | -           | -           | 16     | 0      |
| 1991-1992            | Udinese              | B                    | 32         | 0          | CI              | 0               | 0               | -                  | -                  | -                  | -           | -           | -           | 32     | 0      |
| Totale Udinese       | Totale Udinese       | Totale Udinese       | 47         | 0          |                 | 1               | 0               |                    | -                  | -                  |             | -           | -           | 48     | 0      |
| Totale Carriera      | Totale Carriera      | Totale Carriera      | 344        | 7          |                 | 62              | 1               |                    | 16                 | 1                  |             | -           | -           | 422    | 9      |

## Palmarès

### Giocatore
- Campionato italiano di Serie B: 1

Verona: 1981-1982
- Coppa Italia: 2

Roma: 1983-1984, 1985-1986